# Suresh Biswas
Suresh Biswas (bengalí: সুরেশ বিশ্বাস)  (Nathpur, 1861 - Rio de Janeiro, 22 de setembre de 1905) va ser un famós aventurer indi del segle xix i militar de l'exèrcit brasiler.

## Biografia
Suresh Biswas va néixer el 1861 en Nathpur, districte de Nadia, Bengala Occidental.

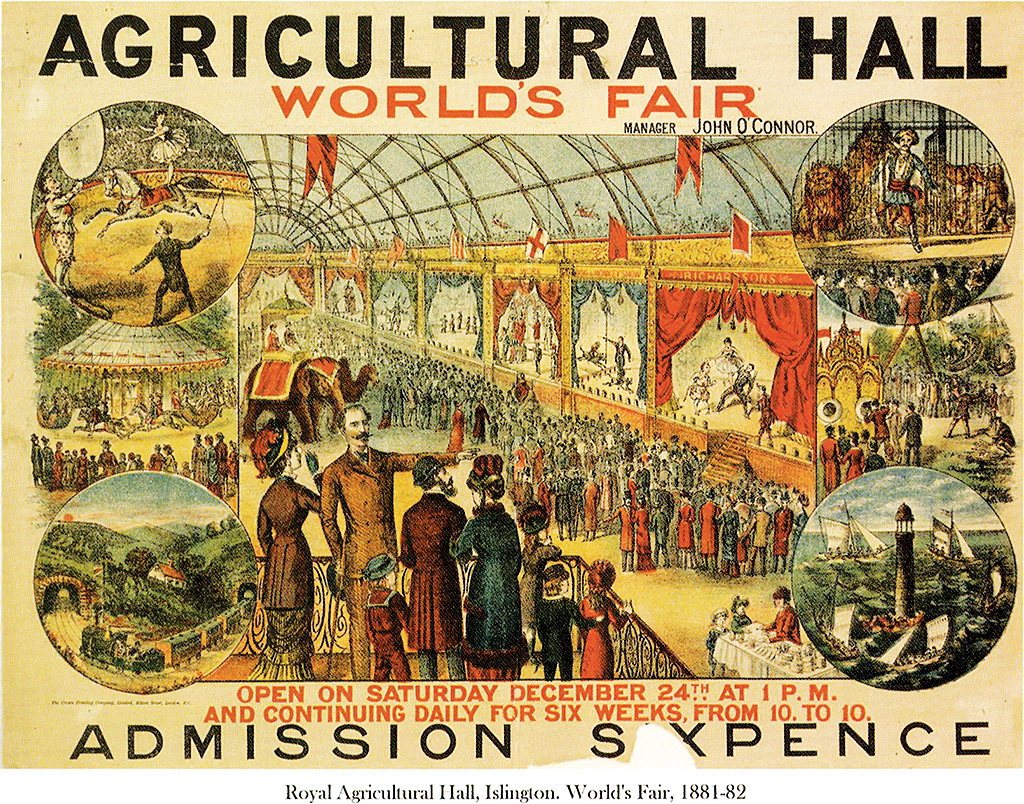
Aparició de Suresh Biswas en la Fira Agrícola de Londres, 1881 (cercle superior dret).

Cristià convers, Biswas va viatjar clandestinament a Anglaterra als 15 anys d'edat. Un cop allà, va tenir diverses ocupacions abans de fer-se ensinistrador d'animals salvatges (lleons i tigres) en un circ ambulant, a la ciutat de Kent. Va viatjar amb el circ per les Illes Britàniques i per Europa, arribant a Hamburg. A la ciutat alemanya va mantenir una relació sentimental amb una jove, que va causar un fort rebuig en la família. Amenaçat, va migrar cap Amèrica: primer desembarcà als Estats Units, passant a Mèxic, Argentina i arribant al Brasil l'any 1885.

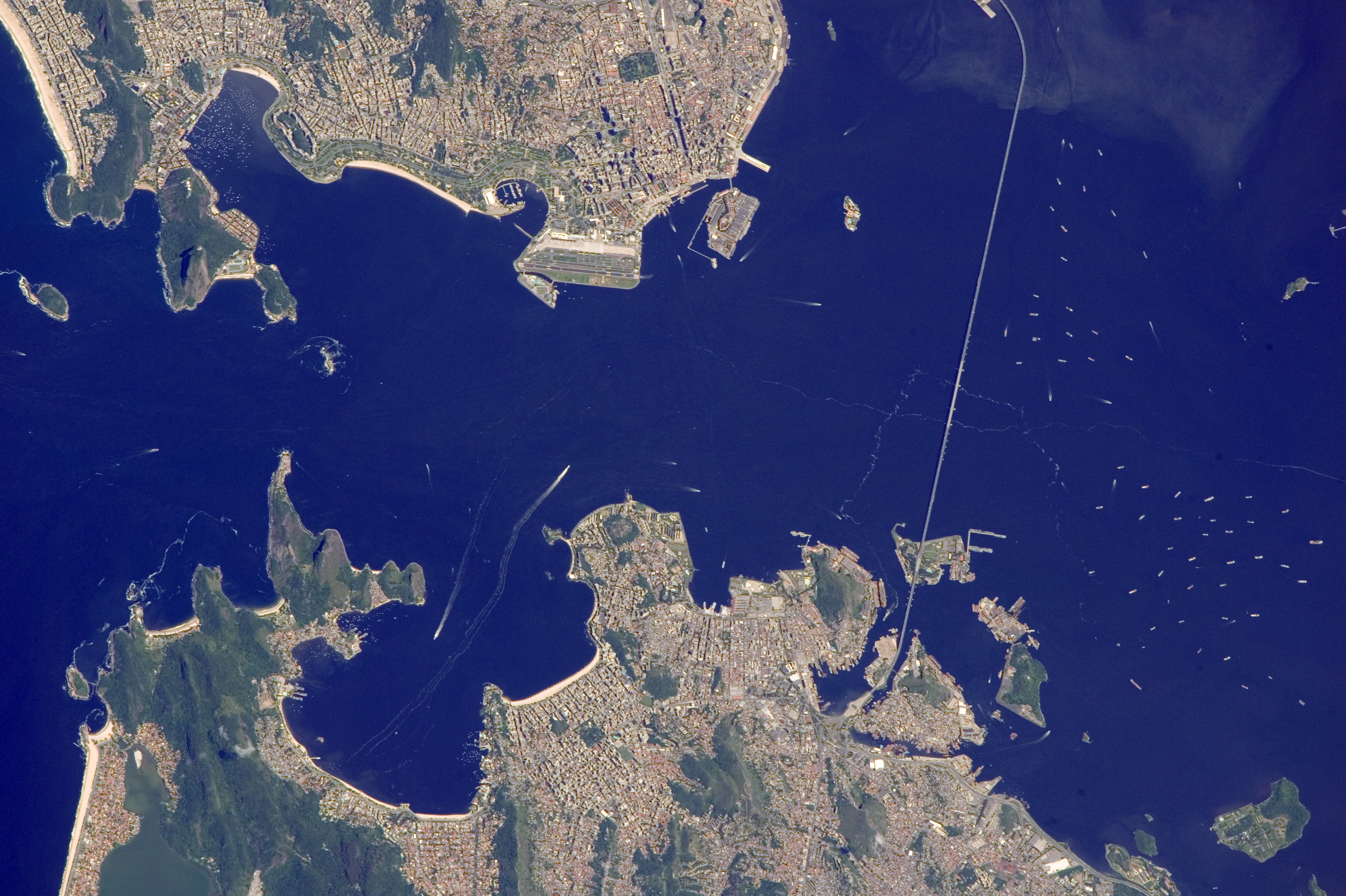
Imatge aèria de la badia de Guanabara i les ciutats de Rio de Janeiro (marge superior) i Niterói (inferior).

Biswas va establir-se definitivament al Brasil, doncs va quedar encantat amb la bellesa natural del territori. L'any 1887 va casar-se amb Maria Augusta Fernandez, la filla d'un metge i el 1889 va allistar-se en l'exercit. Va ser alferes, després tinent i, més tard, coronel. El 1893 va esclatar la Segona Revolta de l'Armada, un alçament de la Marina del Brasil situada a la badia de Guanabara que va bombardejar la capital i Niterói, on estava destinat Biswas. El seu paper en la defensa de Niterói va ser molt destacat, però no va ser degudament condecorat a causa del racisme present en l'estament militar.
El Coronel Biswas és tingut com el primer ciutadà procedent de l'Índia en viure al Brasil. Va morir l'any 1905 a Rio de Janeiro.

## En la cultura popular
L'èxit de Biswas en la batalla de Niterói va tenir una gran repercussió a l'Índia, on va ser considerat un heroi nacional. L'aventurer va ser esmentat pel detectiu de ficció Feluda, protagonista del llibre de Satyajit Ray Chhinnamastar Abhishap (La maledicció de la deessa). També va inspirar un personatge de còmic, obra de Mayukh Chowdhury als anys setanta.

## Biografies publicades
- Dutt, H. Lieut. Suresh Biswas: His Life and Adventures (en anglès).  P.C. Dass, 1899.
- Banerji, Upendra Krishna. Karnel Suresh Bishvas, 1909.